# Siglistorf
Siglistorf (schweizerdeutsch: ˈsɪgliʃˌtɔrf) ist eine Einwohnergemeinde im Schweizer Kanton Aargau. Sie gehört zum Bezirk Zurzach und liegt an der Grenze zum Kanton Zürich sowie knapp drei Kilometer südlich der Grenze zu Deutschland.

## Geographie
Das Dorf liegt in einem Tal, das von für das Mittelland typischen Schotterterrassen begrenzt wird, die im frühen Pleistozän durch Mittelmoränenmaterial entstanden sind. Dieses wird von Südosten nach Norden vom Tägerbach durchflossen, der bei Mellikon in den Hochrhein mündet. Die Hügel, die das Tal flankieren, sind im unteren Bereich sehr steil und gehen in ausgedehnte Hochebenen über. Der Hügel im Osten heisst schlicht Berg und erreicht eine Höhe von 603 Metern, im Westen erhebt sich der Brand (588 m ü. M.). Im Dorfzentrum zweigt ein kurzes Seitental in Richtung Südwesten ab. Zwischen den beiden Tälern erhebt sich im Süden der Buechstock (596 m ü. M.).
Die Fläche des Gemeindegebiets beträgt 551 Hektaren, davon sind 285 Hektaren bewaldet und 38 Hektaren überbaut. Der höchste Punkt liegt auf 601 Metern auf der Hochebene des Bergs, der tiefste auf 420 Metern am Tägerbach. Nachbargemeinden sind Zurzach im Nordwesten, Fisibach im Nordosten, Bachs und Oberweningen im Südosten, Schleinikon und Niederweningen im Süden sowie Schneisingen im Südwesten.

## Geschichte
Die erste urkundliche Erwähnung von Siglistorf erfolgte im Jahr 1113. Die Edlen von Waldhausen stifteten damals die Propstei Wislikofen und schenkten dem Kloster St. Blasien zu diesem Zweck umfangreichen Grundbesitz in der Region. Der Ortsname stammt vom althochdeutschen Sigilinesthorf und bedeutet «Dorf des Sigilin». Die niedere Gerichtsbarkeit kam im 13. Jahrhundert zum Bistum Konstanz und wurde dem bischöflichen Gerichtsbezirk Klingnau zugeteilt. Die Blutgerichtsbarkeit und damit die Landeshoheit lagen zunächst bei den Grafen von Kyburg, ab 1273 bei den Habsburgern.
Die Eidgenossen eroberten 1415 den Aargau. Siglistorf gehörte nun zum Amt Ehrendingen der Grafschaft Baden, einer Gemeinen Herrschaft. Das Dorf lag an einer damals wichtigen Handelsroute, die von Süddeutschland über Schaffhausen, Kaiserstuhl und Baden bis nach Genf führte. Besonders für den Transport von Salz aus dem Salzkammergut war diese Verbindung bedeutend. Im März 1798 nahmen die Franzosen die Schweiz ein und riefen die Helvetische Republik aus. Schneisingen war zunächst eine Gemeinde im kurzlebigen Kanton Baden, seit 1803 gehört sie zum Kanton Aargau.
Bis weit ins 20. Jahrhundert hinein blieb Siglistorf ein landwirtschaftlich geprägtes Dorf, ergänzt um Forstwirtschaft. Bis 1970 schwankte die Einwohnerzahl stets zwischen 250 und 300. Mit der Ansiedlung kleiner Gewerbebetriebe war auch eine Bevölkerungszunahme verbunden. Innerhalb der folgenden vierzig Jahre stieg die Einwohnerzahl um fast das Zweieinhalbfache. Damit verbunden war auch ein markanter Ausbau der Infrastruktur.

## Sehenswürdigkeiten

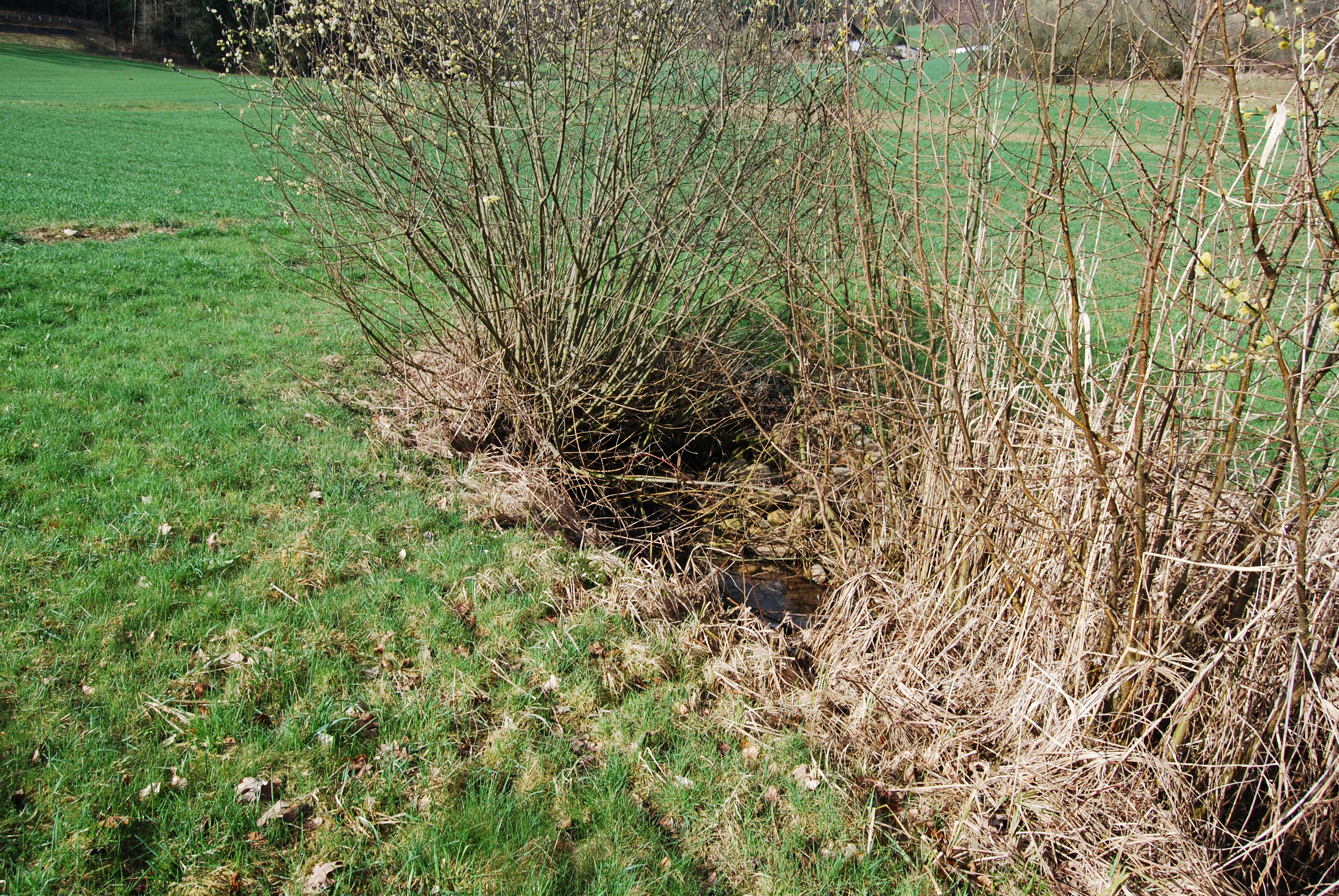
Quelle des Tägerbachs beim Schützenhaus oberhalb von Siglistorf

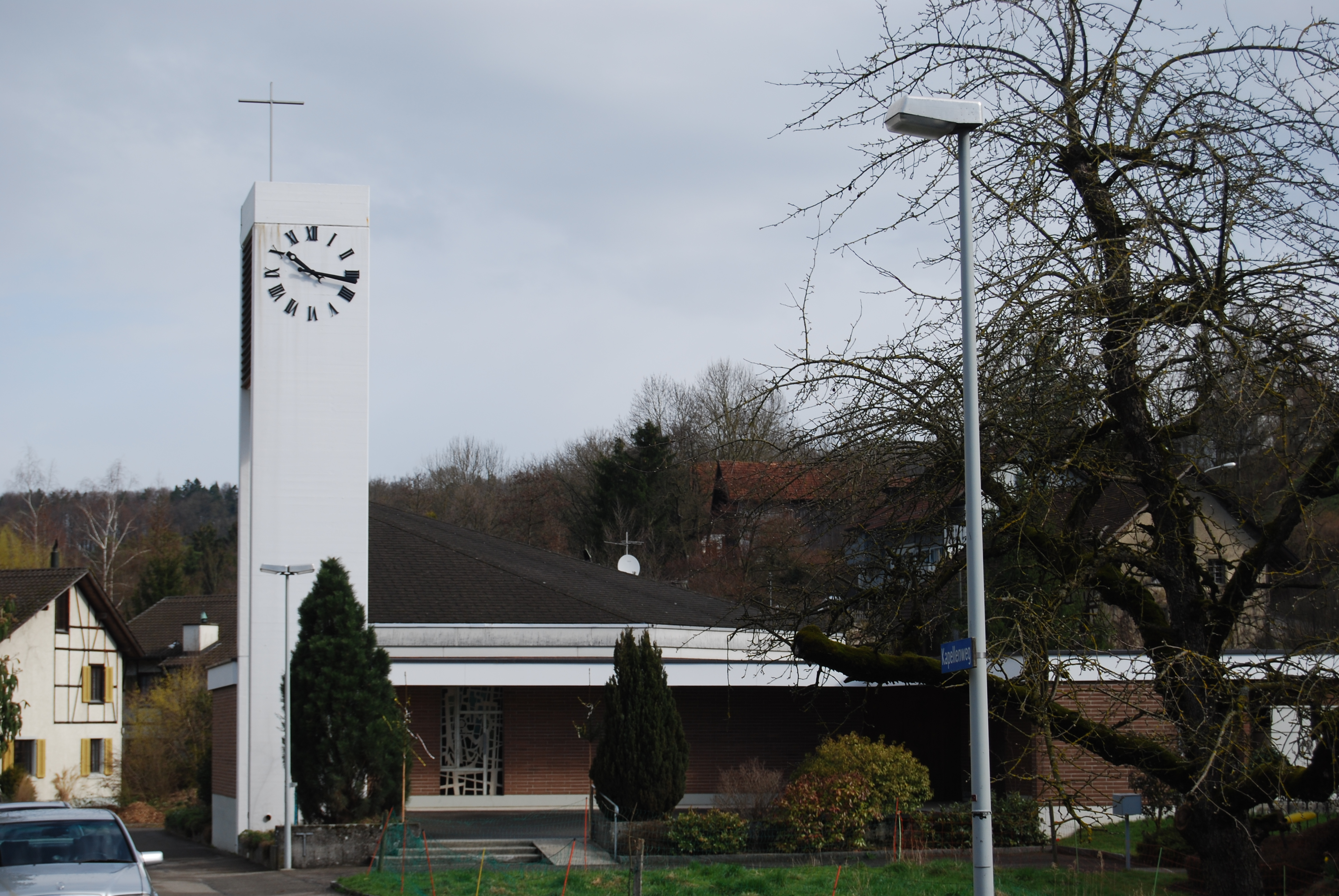
Kirche von Siglistorf

## Wappen
Die Blasonierung des Gemeindewappens lautet: «In Blau auf grünem Dreiberg linksgekehrter springender gelber Hirsch.» Bis 1930 besass die Gemeinde kein eigenes Wappen. Da das Kloster St. Blasien jahrhundertelang Herrschaftsrechte in Siglistorf ausgeübt hatte, übernahm man dessen Wappentier, drehte es allerdings nach rechts (heraldisch links) und fügte einen Dreiberg hinzu.

## Bevölkerung
Die Einwohnerzahlen entwickelten sich wie folgt:
| Jahr      | 1850 | 1900 | 1930 | 1950 | 1960 | 1970 | 1980 | 1990 | 2000 | 2010 | 2020 |
| Einwohner | 394  | 292  | 251  | 312  | 278  | 264  | 352  | 546  | 519  | 627  | 669  |

Am 31. Dezember 2023 lebten 721 Menschen in Siglistorf, der Ausländeranteil betrug 23,2 %. Bei der Volkszählung 2015 bezeichneten sich 39,6 % als römisch-katholisch und 24,1 % als reformiert; 36,3 % waren konfessionslos oder gehörten anderen Glaubensrichtungen an. 92,7 % gaben bei der Volkszählung 2000 Deutsch als ihre Hauptsprache an und 4,8 % Albanisch.

## Politik und Recht
Die Versammlung der Stimmberechtigten, die Gemeindeversammlung, übt die Legislativgewalt aus. Ausführende Behörde ist der fünfköpfige Gemeinderat. Er wird im Majorzverfahren vom Volk gewählt, seine Amtsdauer beträgt vier Jahre. Der Gemeinderat führt und repräsentiert die Gemeinde. Dazu vollzieht er die Beschlüsse der Gemeindeversammlung und die Aufgaben, die ihm vom Kanton zugeteilt wurden. Für Rechtsstreitigkeiten ist in erster Instanz das Bezirksgericht Zurzach zuständig. Siglistorf gehört zum Friedensrichterkreis XVII (Zurzach).

## Wirtschaft
In Siglistorf gibt es gemäss der im Jahr 2015 erhobenen Statistik der Unternehmensstruktur (STATENT) rund 190 Arbeitsplätze, davon 10 % in der Landwirtschaft, 36 % in der Industrie und 54 % im Dienstleistungssektor. Die meisten Erwerbstätigen sind Wegpendler und arbeiten in der Region Baden oder in der Agglomeration Zürich.

## Verkehr
Siglistorf liegt etwas abseits des grossen Durchgangsverkehrs an der Kantonsstrasse 431 von Schneisingen nach Mellikon. Etwas nördlich des Dorfzentrums zweigt die Kantonsstrasse 283 nach Fisibach und Kaiserstuhl ab. Das Dorf wird durch eine Postautolinie vom Bahnhof Baden über Niederweningen nach Kaiserstuhl an das Netz des öffentlichen Verkehrs angebunden.
2019 haben die Stimmberechtigten die flächendeckende Einführung einer Tempo-30-Zone auf sämtlichen Gemeindestrassen abgelehnt.

## Bildung
Die Gemeinde verfügt über einen Kindergarten (Stand 2025: 9 Kinder) und ein Schulhaus, in dem die Primarschule (Stand 2025: 45 Schülerinnen und Schüler) unterrichtet wird. Sämtliche Oberstufen (Realschule, Sekundarschule und Bezirksschule) können in Bad Zurzach besucht werden. Die nächstgelegenen Gymnasien sind die Kantonsschule Baden und die Kantonsschule Wettingen.